# Dirce

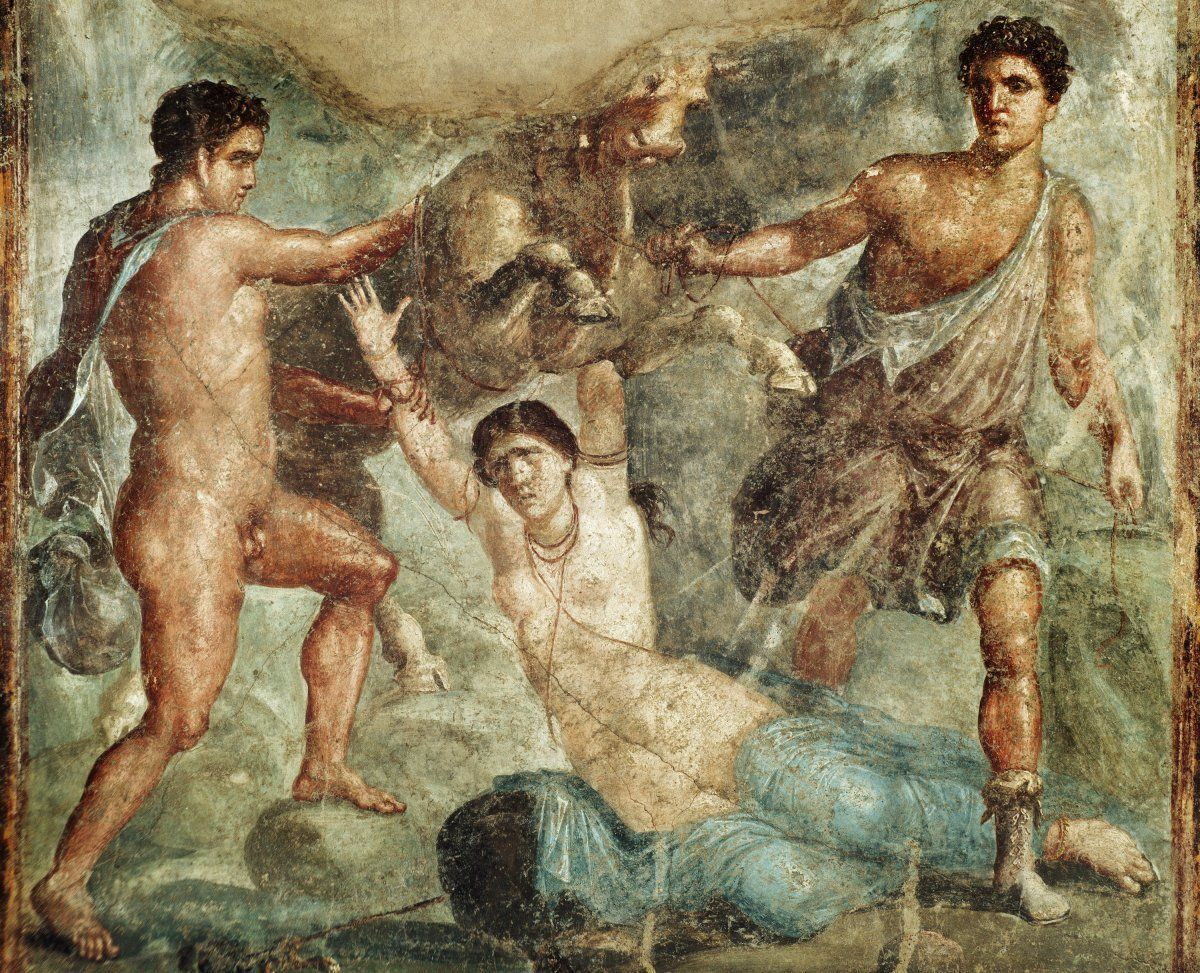
La venganza de los hijos de Antíope representada en un fresco de la Casa de los Vettii (Pompeya).

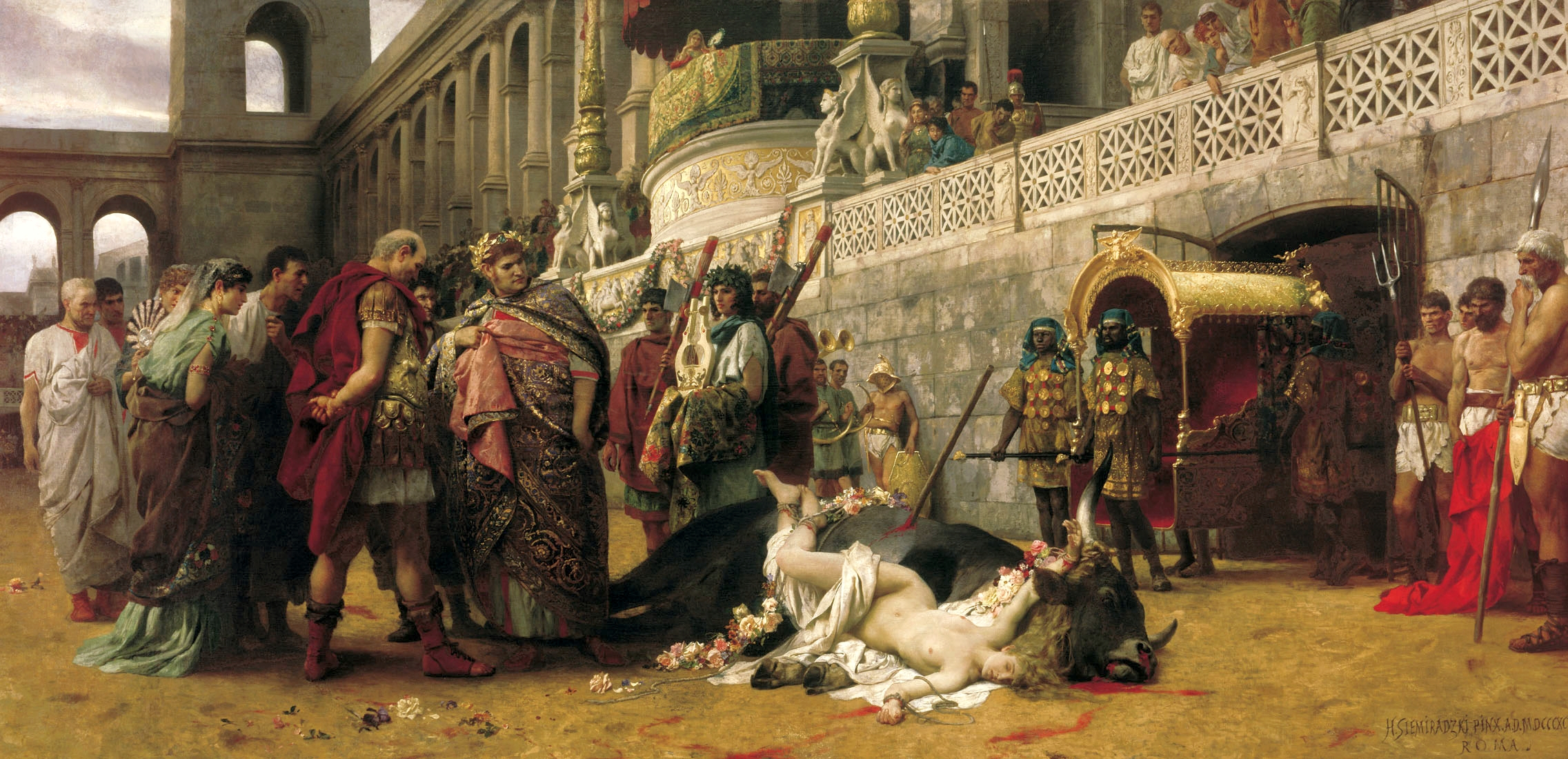
Óleo en lienzo de Henryk Siemiradzki (1843–1902): La Dirce cristiana (Dirce chrześcijańska, 1897). Según San Clemente mujeres cristianas fueron martirizadas en Roma en tiempos de Nerón recreando este mito.

En la mitología griega, Dirce (en griego Δίρκη, Dírke) era esposa de Lico y sacerdotisa del dios Dioniso. Unos dicen que era hija del dios fluvial Aqueloo y en sus fuentes recogió al infante Dioniso; o bien era hijo de otro dios fluvial, el Ismeno, y entonces hermana de Estrofia, siendo ambas corrientes de Tebas.  Una versión tardía la imagina como hija de Sol.
Estando casada con Lico, usurpador del trono de Tebas, hizo la vida imposible a la sobrina de su marido, Antíope, que vivía con ellos desde que Lico había dado muerte a su marido Epopeo, rey de Sición, o bien porque había sido anteriormente esposa de Lico que este había repudiado. Puesto que Dirce sospechaba que su marido yacía en secreto con Antíope, la encerró a oscuras y la cargó de cadenas pero Antíope logró escaparse y huyó hasta el monte Citerón, donde dio a luz a dos hijos, Anfión y Zeto. En otra versión, sus hijos ya eran mayores cuando Antíope escapó y llegó al lugar donde vivían. Estos, para vengar a su madre, atacaron Tebas, destronaron a Lico y ataron a Dirce a un toro que la arrastró hasta matarla. Después arrojaron su cuerpo a un manantial que, desde entonces, lleva el nombre de la malograda ninfa, bien porque fue allí donde la arrojaron sus verdugos o bien porque el mismo manantial brotó del cuerpo de Dirce a instancias de Dioniso.